# Acuerdo Estratégico Transpacífico de Asociación Económica
El Acuerdo Estratégico Transpacífico de Asociación Económica (Trans-Pacific Strategic Economic Partnership Agreement, TPSEP), también conocido como Acuerdo P4, es un acuerdo comercial entre cuatro países de la cuenca del Pacífico con respecto a una variedad de asuntos de política económica. El acuerdo fue firmado por Brunéi, Chile, Singapur y Nueva Zelanda en 2005 y entró en vigor en 2006.
Es un amplio acuerdo comercial, que afecta al comercio de mercancías, reglas de origen, defensa comercial, medidas sanitarias y fitosanitarias, obstáculos técnicos al comercio, el comercio de servicios, propiedad intelectual, compras de gobierno y política de la competencia. Entre otras cosas, busca la reducción en un 90 % de todos los aranceles entre los países miembros al 1 de enero de 2006, y la reducción de todos los aranceles comerciales para el año 2015.

## Acuerdos anteriores
En 2001, Nueva Zelanda y Singapur habían firmado el Acuerdo entre Nueva Zelanda y Singapur sobre el Estrechamiento de la Asociación Económica (NZSCEP). El Acuerdo Estratégico Transpacífico de Asociación Económica fue construido en base al NZSCEP.

## Las negociaciones
Durante la reunión de líderes del Foro de Cooperación Económica Asia-Pacífico (APEC) de 2002, realizada en Los Cabos, México, los primeros ministros Helen Clark de Nueva Zelanda, Goh Chok Tong de Singapur y el presidente de Chile Ricardo Lagos, comenzaron las negociaciones sobre el Pacific Three Closer Economic Partnership (P3-CEP). De acuerdo al Departamento de Asuntos Exteriores y Comercio neozelandés,

"The shared desire was to create a comprehensive, forward-looking trade agreement that set high-quality benchmarks on trade rules, and would help to promote trade liberalisation and facilitate trade within the APEC region."
Ministry of Foreign Affairs and Trade, New Zealand 2005

Brunéi tomó parte en la negociación en abril de 2005, antes de la quinta y última ronda de conversaciones. Posteriormente, el acuerdo fue renombrado TPSEP (Trans-Pacific Strategic Economic Partnership Agreement Pacífico-4). Las negociaciones del Acuerdo Estratégico Transpacífico de Asociación Económica (Acuerdo TPSEP o P4) fueron celebrados por Brunéi, Chile, Nueva Zelanda y Singapur, el 3 de junio de 2005, y entró en vigor el 28 de mayo de 2006 para Nueva Zelanda y Singapur, el 12 de julio de 2006 para Brunéi y el 8 de noviembre de 2006 para Chile.

## Miembros
Aunque el TPSEP contiene una cláusula de adhesión, y afirma el "compromiso [de sus miembros] de fomentar la adhesión a este acuerdo por parte de otras economías", no ha habido tal adhesión. Los cuatro países estaban involucrados, sin embargo, en las negociaciones para el acuerdo de Asociación transpacífico, que involucró a otros 8 países. 
El TPSEP (y el TPP) no son iniciativas de APEC. Sin embargo, el TPP es considerado un pionero de la propuesta Área de Libre Comercio de Asia Pacífico (ALCAP), que es una iniciativa de APEC.